# Neszilim kódex
A Neszilim kódex (vagy Neszilim törvények) a Hettita Birodalomból származó két nagyobb terjedelmű, összefüggő jogi dokumentum egyike a Telipinusz-féle törvények mellett. Azonban míg Telipinusz kiáltványa egy meghatározott téma körül forog és ennek mentén történeti kitekintést is tartalmaz, a Neszilim kódex kifejezetten büntetőjogi gyűjtemény. Pontos kora nem ismert, valószínűleg i. e. 1650 és i. e. 1500 között, az óhettita korban született. A hettita törvénykezés e kettőn kívül a „precedensjogot” alkalmazta, korábbi bírósági ítéleteket használt fel. A CTH#293–294, és CTH#296 három konkrét bírósági ügyet ír le, a CTH#295 több ügy leírása, míg a CTH#297 bizonytalan célú, de jogügyletekkel foglalkozó dokumentum. A CTH#291 ma alkalmazott címe arra utal, hogy ősi jellegű törvénykezés írott emléke, és a neszai hettiták nāšili nyelvére vezethető vissza.
A törvény szövege minden sorban a cselekmény leírását és az alkalmazandó büntetési tételt sorolja fel. Korábbi büntetési tételekre is hivatkozik, amelyek talán egy korábban összeállított, de fenn nem maradt törvénygyűjteményre utalnak. A paragrafusok rendszertelen sorrendben következnek, nincsenek témakörönként csoportosítva. Az erőszakos cselekmények, lopás és tulajdon elleni bűncselekmények elleni rendelkezések alkotják a legtöbb cikkely tárgyát. Valószínűleg ez is precedensgyűjtemény, a már kimondott bírói ítéletek jegyzéke a későbbi eljárások segítésére. A szöveg alapján látható, hogy a Hettita Birodalom törvénykezése egészen más alapokon áll, mint a kortárs mezopotámiai. A halálbüntetéssel járó bűncselekményeket valószínűleg teljesen külön kezelték, mert ebben a dokumentumban szinte csak olyan bűnök szerepelnek, amelyeknek büntetése pénzbeli vagy lábasjószággal, ingatlannal törleszthető.
A szöveg két példányban ismert, a kettő között apró különbségek vannak. (CTH#291–292.) A szövegváltozat valószínűleg sokkal későbbi keletkezésű, az eredeti másolata, de néhány helyen a büntetési tétel változott az óhettita korhoz képest. A témák közt szerepel a tulajdon elleni vétség, az erőszak, agresszió, szolgáltatások és kötelezettségek, szerződések, árak, vallási ügyek, szexuális kapcsolatok.
A legjellemzőbb pontok:
- I/3. § Ha valaki egy (szabad) férfit vagy szabad nőt megüt és az meghal, keze vétkezik, vérdíjat fizet érte, éspedig 2 főt ad, és (a megölt) vagyonához csapja. Ez a tétel a ma „hirtelen felindulásnak” nevezett tényállásról szól, a nem gyilkos szándékkal történő emberölésről. Jogtörténetileg ez az első olyan büntetőtörvény, amely az elkövetés motívumai szerint is különbséget tesz a szankcióban. A 4. § rabszolga esetében egy főt ír elő.
- I/5. § Ha valaki egy Hattibeli kereskedőt megöl, 100 MA.NA (mina) ezüstöt ad, és (a kereskedő) vagyonához csapja. Ha Luvija országban, vagy Palá országban, (akkor) 100 MA.NA ezüstöt ad, és (a kereskedő) vagyonáért kártérítést fizet. Ha Hatti országban, akkor csak a kereskedőért fizet vérdíjat. Ez a paragrafus világosan mutatja a kereskedő kiszolgáltatott és alsóbbrendű helyzetét a hettita államban. Összehasonlításképpen egy hizlalt disznó ellopásának büntetési tétele 1 mina, amely 1 ikû szőlőskert ára. Egy pásztorkutya megöléséért 12 sekel (1/5 mina), ugyanennyi a vásárlási ára egy igásökörnek. Az 58. § szerint a lólopás büntetése 15 szörös kárpótlás, ami már enyhíti a korábbi 30 szoros értéket.
- I/24. § Ha egy rabszolga vagy rabszolganő elszökik, akinek tűzhelyénél a tulajdonos megtalálja, (az) egy embernek az 1 évi béreként 12 šiqlu ezüstöt ad, egy asszony egy évi béreként pedig 6 šiqlu ezüstöt ad (neki). A rabszolgaszöktetés és bújtatás a mezopotámiai törvényekkel ellentétben viszonylag kis értékű pénzbüntetéssel megváltható.
- I/31. § Ha egy szabad ember s egy rabszolganő szerelmesek és megegyeznek, és (a férfi) azt feleségül veszi, és családi vagyont és gyermekeket hoznak létre, (de) azután vagy civakodnak, vagy különválnak, és a családi vagyont megfelezik, a gyermekeket a férfi veszi magához; 1 gyereket a nő vesz magához.
- I/32. § Ha egy rabszolga egy (szabad) nőt vesz feleségül, jogi esetük ugyanaz. A szabad emberek és rabszolgák házassága a korabeli világban önmagában is elképzelhetetlen volt. Azonban az, hogy a rabszolga státuszú házastárs ugyanúgy részesülhet a családi vagyonból, mint a szabad ember, példa nélküli.
- II/12. § Ha a deportáltaknak kisparaszti földet és gabonát adnak, 3 évig bérlői kötelezettségeket nem teljesítenek. A 4. évben azonban bérlői kötelezettségeiket kezdik a kisparasztokkal együtt teljesíteni. Ez a szabály bizonyítja, hogy az áttelepítettek nem rabszolga státuszba kerültek, hanem beilleszkedtek a szabad földművesek közé. Ráadásul három évig, amíg gazdaságuk nem indult be, kötelezettségeik sem voltak.

## Külső hivatkozások
- Nesilim, a törvény szövege Archiválva 2012. január 4-i dátummal a Wayback Machine-ben (angol nyelven)
- Ancient Literature, Ancient Chronicles